# Fondation pour l'innovation et la transmission du goût
La Fondation pour l'Innovation et la Transmission du Goût soutient les actions visant à promouvoir le « bien manger », et assure l'organisation des actions pédagogiques de La Semaine du goût. La fondation a été créée en 2017 sous l'égide de la Fondation Agir Contre l'Exclusion (FACE), et a été dissoute en 2022.

## Historique
Le 3 février 2017, pour soutenir et encadrer les « actions pédagogiques » autour de La Semaine du goût, Hopscotch Groupe (propriétaire de la marque Semaine du Goût depuis 2008) et Sopexa créent la Fondation pour l'Innovation et la Transmission du Goût sous l'égide de la Fondation Agir Contre l'Exclusion (FACE).
La fondation lance en 2018 le premier appel à projets des Leçons de Goût auprès des enseignants en classe de maternelle et élémentaire, qui mettent en place un projet pour « l'éducation au goût et au bien manger ».

## Description
La Fondation pour l'Innovation et la Transmission du Goût contribue à réduire les inégalités et les exclusions en matière d'alimentation :
- En organisant des actions pédagogiques sur l'alimentation ;
- En lançant et développant des campagnes de sensibilisation et d'éducation ;
- En inventant des dispositifs permettant de faire rencontrer des communautés sur des sujets d'innovations sociétales.

Dès son lancement, la Fondation organise des réunions visant à aider les consommateurs à bien se nourrir avec un petit budget.

## La Semaine du Goût
De 2017 à 2022, la fondation est le principal porteur des actions pédagogiques de La Semaine du Goût. La fondation met en place les Leçons de Goût à destination des classes maternelles et élémentaires, les Rencontres des Chefs à destination des écoles hôtelières, et Chef sur le Campus organisés dans les universités et écoles supérieures. 